# قپچاق (چهاربرج)
قپچاق، مرکز دهستان قپچاق و روستایی از توابع بخش مرکزی شهرستان چهاربرج در استان آذربایجان غربی ایران است.

## پیشینه نام
در زمینه کلمه قپچاق نقل قول‌های متعددی است که به قولی کلمه قپچاق بر گرفته از همان دشت قپچاق در شمال غربی قاره آسیا، غرب قزاقستان و جنوب روسیه امروزی که ترک‌های قپچاقی در آن جا ساکن شده‌اند و در زمان حمله چنگیزخان مغول به ایران راه یافته و از ایلخانان مغول در زمان هولاکوخان مغول و غازان خان (که اصلاحات متعددی در تبریز و منطقه آذربایجان انجام داد)، تبدیل شدند، انتخاب شده است. چون این منطقه از نظر کشاورزی بسیار مرغوب بوده و محل نگهداری اسب‌های نظامیان و دام‌های حکومتی بوده است و افرادی از قوم قپچاقی در این منطقه ساکن شده و به کشاورزی و دامداری پرداخته‌اند (ولائی، ۱۳۹۷: ۱۶۶).
در زبان ترکی آذربایجانی و میان عامه ، قپچاق از دو کلمه «قپ» (خوشه‌های گندم) «چاق» (مرغوب، حاصلخیز) تشکیل شده است که به معنای منطقه‌ای که از نظر کشاورزی و کشت گندم و جو خاک‌های حاصل‌خیزی و مرغوبی دارد. این روستا در۳کیلومتری مرکز شهرستان چهاربرج و۳۰ کیلومتری شهرستان میاندوآب در مرز بین استان‌های آذربایجان غربی و شرقی قرار دارد و تقریباً در ۱۵ کیلومتری شهرستان ملکان قرار گرفته و تا شهرستان بناب نیز۲۰ کیلومتر فاصله دارد.

## جمعیت
این روستا در دهستان قپچاق قرار دارد و براساس سرشماری عمومی نفوس و مسکن در سال ۱۳۹۵، جمعیت آن برابر با ۳٬۶۶۹ نفر (۱٬۰۹۸ خانوار) بوده است.

## تاریخچه
سابقه تاریخی این روستا بنابر اظهارات مردم محلی، به هزاران سال قبل بر می‌گردد و طبق ادبیات سینه به سینه به زمان هلاکو خان حاکم در مراغه می‌رسد که با توجه به شرایط آب و هوایی و جغرافیایی از جمله: دریاچه ارومیه، جنگل‌های چند صد کیلومتری معروف به شامات (در نزدیکی روستای آغداش)، شکارگاه مناسب و محل نگهداری اسب و گوسفند و … این منطقه احشام حکومتی محسوب می‌شده و وجود شکار و امکانات دیگر حیاتی باعث مهاجرت مردم از سایر مناطق و رونق سکونت در این منطقه شد و با گذشت زمان به شکل و بافت امروزی تبدیل شود. البته آثار تاریخی و زیر خاکی از جمله کوزه‌های سفالی و … بدست آمده از منطقه حاکی از سابقه تاریخی حتی قبل از هلاکوخان است.
روستای قپچاق با قدمت هزار ساله خود یکی از مهم‌ترین و بزرگ‌ترین روستاهای این شهرستان به حساب می‌آید؛ که سالیان خیلی پیش در اثر بالا آمدن آب دریاچه اورمیه و بلایای طبیعی دیگر و … از بین رفته و به محل امروزی خود در نزدیکی شهر چهاربرج منتقل شده است. خرابه‌های روستای قپچاق قدیم در حال حاضر با عنوان (کُهنه کند) در نزدیکی این روستا موجود است.

## آثار تاریخی
```
از آثار تاریخی روستای قپچاق زیارتگاه تاج الدین علی می‌باشد
```

که تاریخ آن دقیق معلوم نیست ولی آخرین بازسازی آن با مساعدت شجاع الدوله حاکم مراغه در اواخر قاجار که به دست مردم منطقه به صورت بقعه‌ای چهارگوش با گنبد دوار از آجر پخته ساخته شده است.
زیارتگاه تاج الدین علی، مبین قدمت هزاران ساله است. بررسی‌ها نشان می‌دهد به‌طور متوسط ماهانه حدود ۲۴۰۰ نفر گردشگر از شهرها و روستاهای دور و نزدیک به این مکان مقدس مراجعه می‌کنند.
زمین‌شناسی
قپچاق و دهستان مرحمت آباد شمالی حاصل عملکرد سامانه‌های گسل‌های فشاری، مانند گسل تبریز - زرینه-رود است. از نگاه زمین ساخت صفحه‌ای، این منطقه، در قسمتی از پهنه خرد شده بین صفحه‌های عربستان و ایران و ریز صفحه‌های ایران و ترکیه قرار گرفته است (حبشی رضایی و محمدی، ۱۳۸۴: ۳) و همچنین از نظر زمین‌شناسی بخش وسیعی از اراضی این دهستان به وسیلهٔ رسوبات پادگا نه‌های آبرفتی جوان و مخروط افکنه‌ای آبرفتی دوره کوارتزی پوشانده شده‌اند. از نظر مورفولوژی اراضی این روستابخشی از جلگه میاندوآب به‌شمار می‌آید که در قسمت سفلای مردق چای و زرینه تشکیل یافته که در مقیاس کوچک می‌توان اراضی هموار این منطقه را تحت عنوان دشت قپچاق نامید.